# San Isidro, Petlalcingo
San Isidro är en ort i Mexiko.   Den ligger i kommunen Petlalcingo och delstaten Puebla, i den sydöstra delen av landet, 200 km sydost om huvudstaden Mexico City. San Isidro ligger 1 385 meter över havet och antalet invånare är 394.
Terrängen runt San Isidro är kuperad åt nordväst, men åt sydost är den platt. Runt San Isidro är det ganska glesbefolkat, med 42 invånare per kvadratkilometer. Närmaste större samhälle är Petlalcingo, 1,2 km nordväst om San Isidro. Trakten runt San Isidro består i huvudsak av gräsmarker.